# Interahamwe
Die Interahamwe (Kinyarwanda: „diejenigen, die zusammenhalten“ oder „zusammen kämpfen“) war eine ursprünglich paramilitärische Kampforganisation der Staatspartei Ruandas MRND, die etwa 1990, in der Regierungszeit des Staatschefs Juvénal Habyarimana, gegründet wurde, sich später jedoch zu einer der wichtigsten Kräfte der extremistischen Hutu-Power entwickelte, die die Ermordung aller Tutsi propagierte.

Flagge der Interahamwe

## Rolle im Völkermord
1994 bildete diese rund 30.000 Mann starke Hutu-Truppe unter den zahlreichen Milizen des Völkermordes in Ruanda die stärkste Formation und führte zusammen mit der kleineren Impuzamugambi von der CDR, der Inkuba-Miliz von der MDR, der Abakombozi-Miliz von der PSD und weiteren Milizen zu einem erheblichen Teil den Völkermord an den Tutsi in Ruanda durch. Sie wurde von der Armee Ruandas unterstützt, wobei die eigentliche Ausbildung der Interahamwe mehrere Jahre andauerte, mit dem Ziel, den von der damaligen ruandischen Regierung geplanten Genozid durchzuführen. Ungeklärt ist bis heute die Rolle Frankreichs dabei. Dass Frankreich an der Ausbildung der Interahamwe beteiligt war, wird nicht mehr bezweifelt. Unklar ist lediglich das Ausmaß, d. h. welche Waffen wurden weitergegeben, welche Gelder sind geflossen und wie wurden die Milizen ausgebildet.
Die Interahamwe hat während des Völkermords an den Tutsi in Ruanda hunderttausende Menschen vor allem mit Macheten und Knüppeln ermordet und verstümmelt. Die Interahamwe errichtete an allen wichtigen Stellen Straßensperren, an denen sie alle Tutsi, die zu fliehen versuchten, ermordete.
Nach 1994 ging die Miliz in bewaffneten Guerilla-Gruppen der Hutu-Power auf, ohne jemals formal aufgelöst worden zu sein.

## Nach dem Völkermord
Nach dem Ende des Völkermords 1994 flüchtete die Interahamwe mit erheblichen Teilen der Hutu-Bevölkerung in den Osten der Demokratischen Republik Kongo, wo sie Basen in den Flüchtlingslagern errichtete. Von dort aus ging sie gegen Tutsi und Banyamulenge vor und war für etliche Massaker an ihnen verantwortlich.
In diesen Flüchtlingslagern, in denen viele Verantwortliche für den Genozid aus den Reihen der Forces Armées Rwandaises (FAR) lebten, reorganisierten sich diese als Génocidaires bezeichneten aktiven Teilnehmer am Völkermord. Die neue Organisation, in der die Interahamwe aufging, war zunächst der Rassemblement Démocratique pour le Rwanda, der sich nach der Aufnahme größerer Kontingente von Hutu aus dem Kongo den Namen Armée de Libération du Rwanda (ALiR) gab.

## Führungsfiguren
Führer der Interahamwe zur Zeit des Völkermordes war Robert Kajuga. Während seine Mutter eine Hutu war, hatte sein als Tutsi geborener Vater seine Identität zu Hutu ändern lassen. Kajuga starb Ende 1994 krankheitsbedingt im Exil in der Demokratischen Republik Kongo. Sein Stellvertreter Georges Rutaganda wurde vom Internationalen Gerichtshof für Ruanda in den Anklagepunkten Völkermord, Verbrechen gegen die Menschlichkeit und Mord schuldig gesprochen und 2003 zu einer lebenslangen Haftstrafe verurteilt.
Bernard Munyagishari gilt als einer der Gründer und Anführer der Interahamwe.
Ephraim Nkezabera, der sogenannte „Bankier des Genozids“, wurde 2004 in Brüssel verhaftet, wo er sich bei Verwandten aufhielt. Dem ehemaligen Bankdirektor wurde neben verschiedenen Kriegsverbrechen auch vorgeworfen, die Interahamwe-Milizen finanziert und ausgerüstet zu haben sowie an der Finanzierung des berüchtigten Senders Radio-Télévision Libre des Mille Collines beteiligt gewesen zu sein. 2009 wurde er von einem belgischen Gericht wegen Kriegsverbrechen zu 30 Jahren Gefängnis verurteilt.
Im Mai 2020 nahm die französische Polizei den unter falscher Identität in Asnières-sur-Seine lebenden, per internationalen Haftbefehl gesuchten Félicien Kabuga fest. Der Internationale Strafgerichtshof für Ruanda hatte ihn unter dem Vorwurf angeklagt, die Interahamwe gegründet und finanziert zu haben.